# Марморта (Болоња)
Марморта (итал. Marmorta) је насеље у Италији у округу Болоња, региону Емилија-Ромања.
Према процени из 2011. у насељу је живело 882 становника. Насеље се налази на надморској висини од 7 м.